# Аджич, Желько
Желько Аджич (хорв. Željko Adžić, также известен как Джерри Аджич, род. 28 августа 1965, Славонска-Пожега) — бывший хорватский футболист, полузащитник.

## Клубная карьера
Он выиграл Чемпионат Хорватии по футболу с «ХАШК Граджянски» в 1993 году. Играя за «Мельбурн Кроация», он выиграл медаль Джонни Уоррена. Вскоре после этого покинул Австралию после того, как якобы вступил в отношения с 16-летней дочерью члена комитета «Мельбурн Найтс»

## Международная карьера
Он сыграл одну игру на международном уровне за Хорватию, в товарищеском матче против Украины 26 июня 1993 года, забив гол на стадионе «Максимир».